# Karnahorove, Berezivka
Karnahorove (în ucraineană Карнагорове) este un sat în comuna Berezivka din raionul Berezivka, regiunea Odesa, Ucraina.

## Demografie
Componența lingvistică a localității Karnahorove
     Ucraineană (98,51%)
     Alte limbi (1,5%)
Conform recensământului din 2001, majoritatea populației localității Karnahorove era vorbitoare de ucraineană (98,51%), existând în minoritate și vorbitori de alte limbi.